# 回回砲
回回砲（かいかいほう）、もしくは西域砲・巨石砲・襄陽砲とは、大型の投石機である。

## 概要

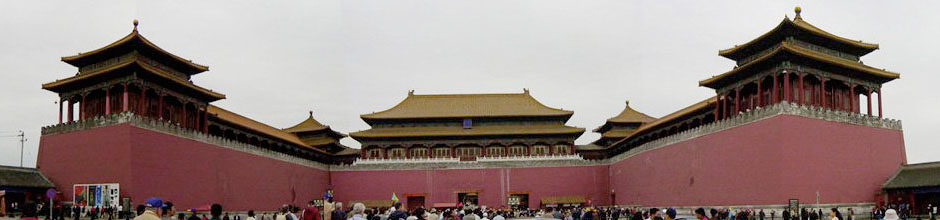
明清午門、元軍は回回砲を用いて襄陽でこうした城門に建てられた高望楼を破壊した。

西アジアの投石機であるトレビュシェットが、元軍によって中国に導入された時の名称である。回回とは西アジアの事であり、襄陽は地名であり、後述の通り襄陽・樊城の戦いにおいて実戦投入された事に由来する。
モンゴル人がペルシアに遠征した時、この地に優れた投石機があることを発見した。その砲身は木で造られ、用いる弾石は150斤（90kg）、射程は400ｍほどあり、落ちた時も7尺（2m）もめり込み、威力は甚大だった。
至元八年（1271年）、元の世祖クビライはペルシアのイルハン朝王のアバカ（阿八哈）に使者を派遣し、砲匠の阿老瓦丁（Ala al-Din、アラーウッディーン）と亦思馬因（Ismail、イスマイル）が徴発された。至元九年（1272年）十一月、阿老瓦丁は回回砲を制作し、大都の午門（正門）での試射が成功した。至元十年（1273年）、フビライは回回砲の砲匠を樊城と襄陽に派遣し、砲の制作と攻城をさせた。『集史』によれば、攻城に参加する回回砲手には、亦思馬因と阿老瓦丁以外にも二人のダマスカス人がいたという。元軍が長江を渡って南下してから、江南の戦場で、『元史』阿老瓦丁伝によれば、回回砲は「毎戦これを用い、全てで効果があった（毎戦用之，皆有功）」という。
宋と元の襄陽・樊城の戦い中、元軍が使用した回回砲が襄陽の譙楼に命中し、「その音は雷のようであり、城中を震わせた。城中は騒がしくなり、多くの武将が城を逃げて降伏し（聲如雷霆，震城中。城中洶洶，諸將多踰城降者）」、宋将の呂文煥は敵わないと知り、降伏した。
至元十一年（1274年）、元朝は回回砲手総管府を置き、阿老瓦丁をその管軍総管と宣武将軍にした。至元二十二年（1285年）に回回砲手軍匠上万戸府と改名した。南宋も回回砲を模造しようと試み、『宋史』兵志十一によれば、「咸淳九年（1273年）、沿辺州郡因降式、制回回砲。有觸類巧思，別置砲遠出其上」という。
宋人の鄭思肖は『鉄函心史』で「この回回砲法は、元々回回国から出た物だが、普通の砲より威力がある（其回回砲法、本出回回國、甚猛於常砲）」とし、「この『回回砲』は、普通の砲より威力がある。これを用いて城に打ちいれば、寺院や道観や楼閣は、ことごとく砕ける（其回回砲甚猛于常砲，用之打入城，寺観楼閣、盡為之碎）」と記載する。この「普通の砲」とは三国時代に発案されたと伝わる霹靂車の事で、西欧におけるマンゴネルに相当する人力式の投石機である。
宋人の徐霆は回回砲に対し、「回回の様々な職人の技術は精緻であるが、攻城の道具は最も精緻である（回回百工技藝極精，攻城之具尤精）」と評価したが、この「攻城之具」とはつまり回回砲である。